# Elina Löwensohn
Elina Löwensohn (Bucarest, 11 luglio 1966) è un'attrice romena naturalizzata statunitense.

## Biografia
La sua famiglia lascia la Romania di Ceaușescu quando lei aveva 14 anni. Dopo aver abbandonato gli studi di recitazione all'Università di New York, viene notata a teatro dal regista indipendente Hal Hartley, per il quale reciterà in quattro lungometraggi, da Uomini semplici (1992) a Fay Grim (2006). Altra collaborazione degna di nota è quella con un secondo regista del cinema indipendente americano, Michael Almereyda, per il cui Nadja Löwensohn viene candidata all'Independent Spirit Award per la miglior attrice protagonista nel 1996. È nota anche per i suoi ruoli in Schindler's List (1993), Brivido di sangue (1998), Lourdes (2009) e Venere nera (2010). 
Dagli anni duemilaedieci ha intrapreso un nuovo sodalizio artistico col regista Bertrand Mandico, che l'ha diretta in numerosi corti e due lungometraggi.

## Filmografia parziale

### Cinema
- Theory of Achievement, regia di Hal Hartley - cortometraggio (1991)
- Uomini semplici (Simple Men), regia di Hal Hartley (1992)
- Another Girl Another Planet, regia di Michael Almereyda (1992)
- Schindler's List - La lista di Schindler (Schindler's List), regia di Steven Spielberg (1993)
- Amateur, regia di Hal Hartley (1994)
- Nadja, regia di Michael Almereyda (1994)
- Flirt (New York-Berlino-Tokyo) (Flirt), regia di Hal Hartley (1995)
- Basquiat, regia di Julian Schnabel (1996)
- Una coppia di scoppiati (I'm Not Rappaport), regia di Herb Gardner (1996)
- Mauvais Genre, regia di Laurent Bénégui (1997)
- Six Ways to Sunday, regia di Adam Bernstein (1997)
- Sombre, regia di Philippe Grandrieux (1998)
- Brivido di sangue (The Wisdom of Crocodiles), regia di Po-Chih Leong (1998)
- Roberto Succo, regia di Cédric Kahn (2001)
- Get Well Soon, regia di Justin McCarthy (2001)
- Quicksand - Accusato di omicidio (Quicksand), regia di John Mackenzie (2003)
- Una lunga domenica di passioni (Un long dimanche de fiançailles), regia di Jean-Pierre Jeunet (2004)
- Dark Water, regia di Walter Salles (2005)
- Kitchen, regia di Alice Winocour - cortometraggio (2005)
- Histoire tragique avec fin heureuse, regia di Regina Pessoa - cortometraggio (2006)
- Fay Grim, regia di Hal Hartley (2006)
- L'eletto (Le Concile de pierre), regia di Guillaume Nicloux (2006)
- De la guerre - Della guerra (De la guerre), regia di Bertrand Bonello (2008)
- Lourdes, regia di Jessica Hausner (2009)
- Venere nera (Vénus noire), regia di Abdellatif Kechiche (2010)
- La guerra è dichiarata (La guerre est déclarée), regia di Valérie Donzelli (2011)
- The Forbidden Room, regia di Guy Maddin ed Evan Johnson (2015)
- Peur de rien, regia di Danielle Arbid (2015)
- La Jeune Fille sans mains, regia di Sébastien Laudenbach (2016)
- Laissez bronzer les cadavres, regia di Hélène Cattet e Bruno Forzani (2017)
- Les Garçons sauvages, regia di Bertrand Mandico (2017)
- L'apparizione (L'Apparition), regia di Xavier Giannoli (2018)
- Un couteau dans le cœur, regia di Yann Gonzalez (2018)
- After Blue (Paradis sale), regia di Bertrand Mandico (2021)
- Conann, regia di Bertrand Mandico (2023)
- The Beast (La Bête), regia di Bertrand Bonello (2023)

### Televisione
- Seinfeld – serie TV, episodio 6x06 (1994)
- My Antonia, regia di Joseph Sargent – film TV (1995)
- Metropolitan Police (The Bill) – serie TV, episodio 17x05 (2001)
- Sex Traffic, regia di David Yates – miniserie TV, 2 puntate (2004)

## Riconoscimenti
- Independent Spirit Award
  - 1996 – Candidatura alla miglior attrice protagonista per Nadja

## Doppiatrici italiane
- Cristina Boraschi in Schindler's List - La lista di Schindler, Basquiat, L'apparizione
- Mavi Felli in Nadja
- Antonella Giannini in Amateur
- Deborah Ciccorelli in Brivido di sangue
- Rossella Acerbo in Get Well Soon
- Claudia Catani in Lourdes
- Sonia Mazza in Venere nera
- Francesca Manicone in La guerra è dichiarata
- Alessandra Korompay in The Beast